# Gosseldange
Gosseldange (Luxemburgs: Gousseldéng, Duits: Gosseldingen) is een plaats in de gemeente Lintgen en het kanton Mersch in Luxemburg.
Gosseldange telt 441 inwoners (2001).